# Breve ma veridica storia della pittura italiana
La Breve ma veridica storia della pittura italiana è un saggio di Roberto Longhi sulla storia dell'arte italiana. L'opera fa parte delle opere giovanili dello studioso, ma riveste una grande importanza nel panorama storico-critico dell'arte europea per le nuove idee che vi si trovano pubblicate, che si ritrovano negli scritti successivi di Longhi e influenzarono tutta la critica successiva.

## Storia
L'opera nacque come compendio per gli studenti maturandi nel 1914 dei licei romani Tasso e Visconti, dove Longhi, laureato a Torino due anni prima, aveva ottenuto la cattedra.
L'opera venne pubblicata la prima volta nel 1961 nel primo volume degli Scritti giovanili e poi riproposta da Sansoni a sé stante. L'autore reca sul frontespizio del manoscritto originale le date 15 giugno-4 luglio 1914.
Il merito più importante della Breve storia è quello di tracciare, dai mosaici dell'arte ravennate a Cézanne, nuovi percorsi di lettura attraverso alcuni grandi registri stilistici, legati essenzialmente alla prospettiva, al linearismo, alla plasticità e ai rispettivi ibridi, che permettevano di unire la "linea floreale" da Simone Martini all'arte giapponese, la plasticità di Giotto, Masaccio e Michelangelo, il colorismo dei mosaici di San Vitale e dei pittori veneziani.

## Struttura
L'opera è divisa in due parti: la prima, intitolata "Idee", dove sono indicati nuovi metodi per lo studio dello stile degli artisti; la seconda "Storia", che analizza la storia dell'arte italiana alla luce della metodologia indicata nella prima parte.

### Idee

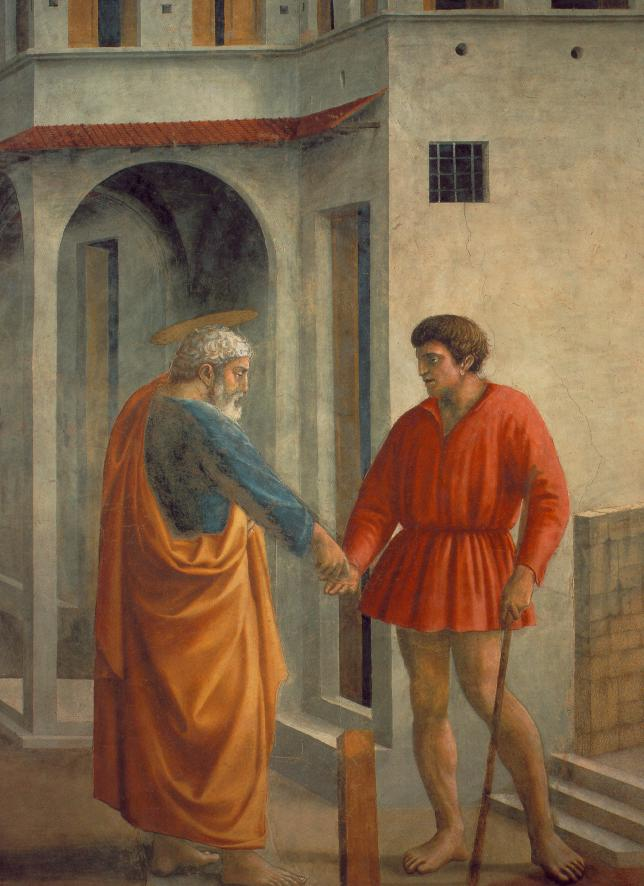
Rilievo plastico in Masaccio

(Inizio dell'opera)

#### Pittura
La prima parte dell'opera individua "gli stili pittorici capitali", attraverso i quali si possa avere una maggior comprensione delle opere e del loro valore. Per la pittura individua sei stili:
1. stile lineare
2. stile plastico
3. stile plastico-lineare
4. stile prospettico di forma
5. stile coloristico puro
6. stile di sintesi prospettica di forma e colore

Questi elementi hanno una funzione di orientamento e sfatarono il mito dell'opera "ben disegnata, ben colorita, ben chiaroscurata e molt'altro, insieme", rivelando come l'eccellenza in alcuni singoli elementi fosse sufficiente per avere un'opera perfetta e come anzi talvolta la commistione di più elementi di contrasto formale vanificasse la bravura dell'artista.

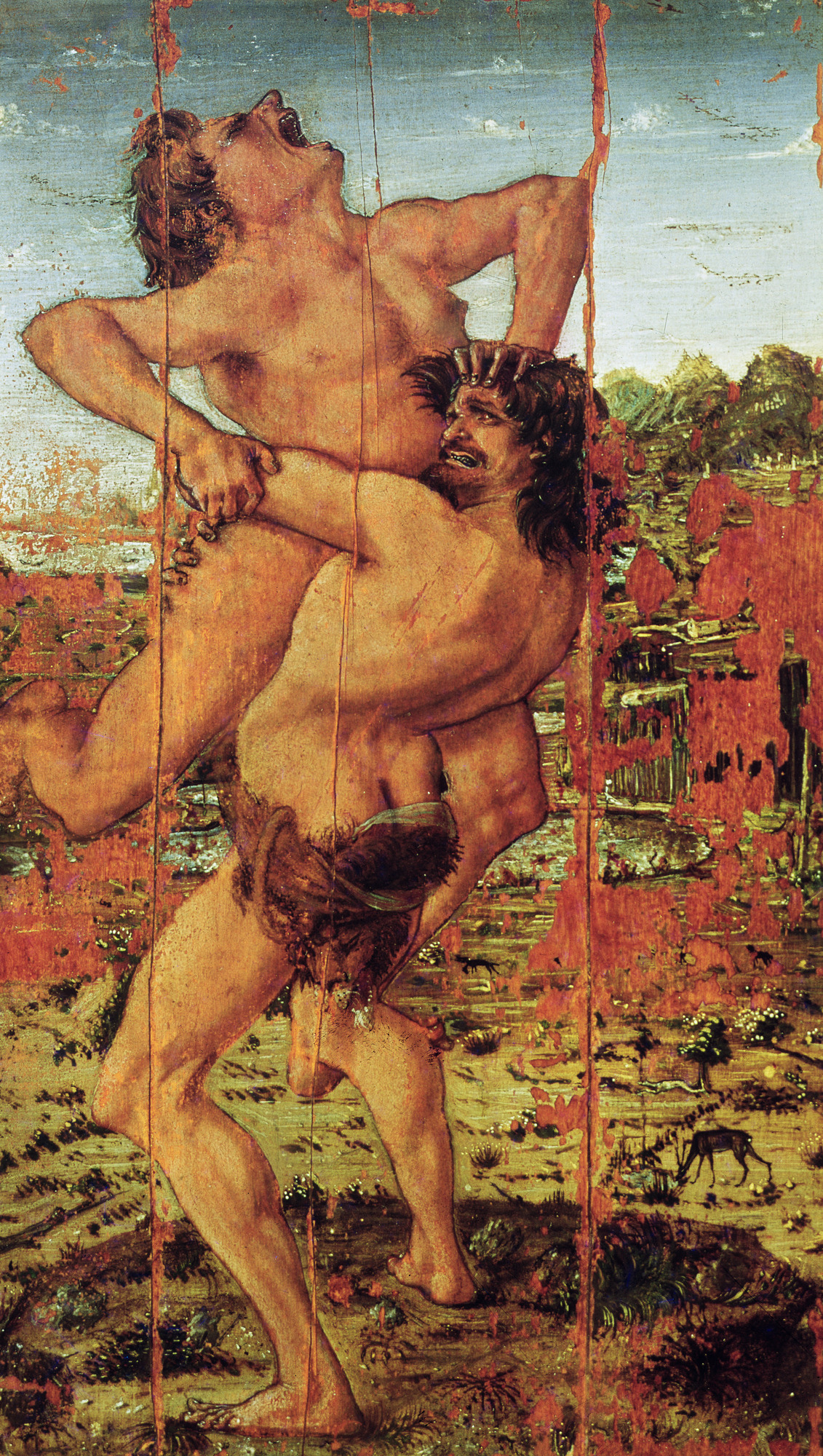
Linea funzionale nellErcole e Anteo di Antonio Pollaiolo

Stile lineareGli artisti che sviluppano questo stile tendono a esprimere la realtà con particolare attenzione alla linea e al contorno delle figure. Ciò significa sfrondare dalla visione tutto ciò che non si possa rappresentare con una semplice linea. Questo stile ha due sottospecie.
Linea funzionaleQuando per esaltare la forza e il movimento scattante di un corpo si crea una linea di contorno vibrante e energetica. Il massimo esponente di questa corrente, secondo Longhi, è Antonio del Pollaiolo.
Linea florealeQuando si formano ritmi, cadenze e rispondenze di ondulazioni di più linee funzionali, arrivando a creare un'energia più blanda, ma arricchendosi di valori decorativi in una sorta di arabesco. Esemplare in questo stile è l'opera di Simone Martini, assimilabile all'arte giapponese e cinese.
Stile plasticoAttraverso la luce e la riproduzione di zone illuminate e in ombra su di un corpo, gli artisti che usano questo stile arrivano a esprimere la sua plasticità, cioè accentuandone il rilievo illusorio. L'elemento base è quindi il chiaroscuro, che per rendere al meglio viene sfrondato dai particolari, rendendo con forza il peso e il volume delle figure. Maestro esemplificativo di questo stile è Masaccio nella Cappella Brancacci.
Stile plastico-lineareIl chiaroscuro, più blando, è legato a un'attenzione anche verso la linea di contorno vibrante (linea funzionale), innestandosi con chiarezza in un ambiente entro il quale si muovono le figure. Vi si possono riferire gli stili di Michelangelo e, in parte, di Giotto.

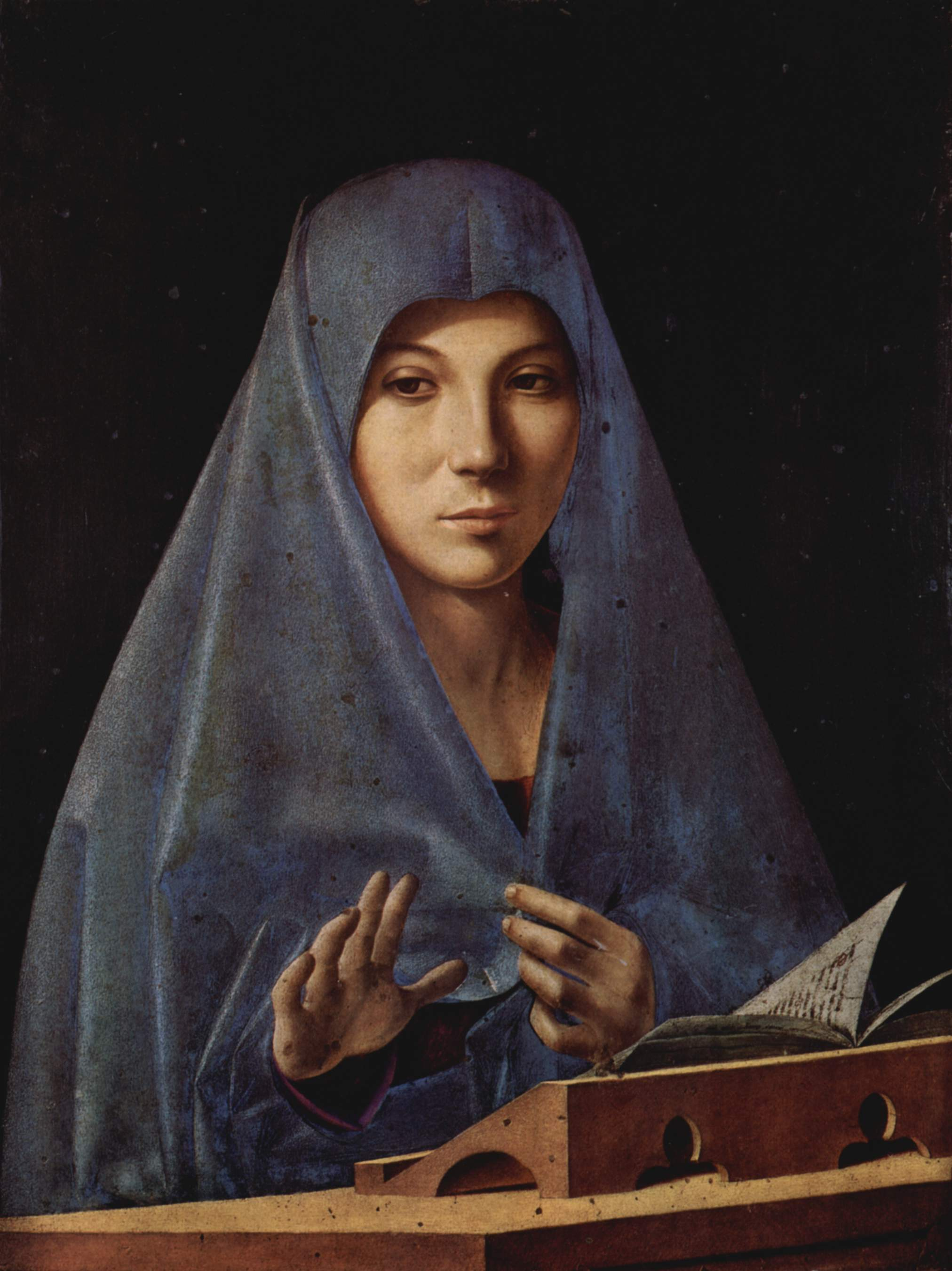
Annunciata di Antonello da Messina, in stile prospettico di forma

Stile prospettico di formaL'elemento che emerge in maniera più netta è la collocazione delle figure e delle loro singole parti nello spazio illusorio del dipinto. Si percepisce una sorta di architettura nella quale trovano spazio le varie figure. Se l'artista riesce a mettere in atto anche un contorno di linea funzionale, ecco che nasce anche la percezione del movimento, la sensazione cioè che le figure "possano muoversi" da un momento all'altro nel dipinto. I contorni delle figure però sono più spesso tendenti alla geometria, alla rigida scansione dei piani prospettici, secondo quelle linee guida che mettono in relazione l'occhio dello spettatore, con il confine della cornice fino allo spazio illusorio del dipinto. Capolavoro di questo stile è l'Annunziata di Antonello da Messina.
Stile coloristico puroI pittori "coloristi" sono quelli che pongono l'accento innanzitutto sul colore. È uno stile che, nella versione più assoluta della superficie trattata tappeto di colori, è primordiale. La superficie è l'opposto della linea, in particolare della linea floreale, per cui le ondulazioni ritmiche in un'opera colorista generano una distrazione nociva alla percezione di entrambi gli elementi. Come esempio si riporta quello della calligrafia: un foglio immacolato ci colpisce per il suo colore, ma un foglio scritto, qualunque sia il colore di sfondo, ci colpisce innanzitutto per l'andamento lineare della scrittura. Lo sfondo distrae la visione della scrittura e la scrittura distrae dalla percezione del colore di sfondo. Per questo Longhi è categorico: o l'uno o l'altro. Esempio di stile coloristico sono i mosaici di San Vitale, dove le figure sono semplicemente accostate evidenziando la ricchezza delle loro vesti su un unico piano.
Stile di sintesi prospettica di forma e coloreL'artista tende a superare il rudimentale colorismo "bizantino", cercando di generare una percezione più organica nell'osservatore, tramite una sintesi tra forma e colore. Ma la forma non può essere data dalla linea (che distrae, come detto prima), ma piuttosto dall'uso dei piani prospettici, con un uso del chiaroscuro ridotto al minimo (da non disturbare la sostanza del colore). Un paesaggio ben reso può arrivare a far apparire contemporaneamente la massima profondità (forma) e la massima superficie (colore). Questo è stile di Paolo Uccello (la Battaglia di San Romano), di Piero della Francesca, dei Veneziani a partire da Giovanni Bellini.

#### Scultura

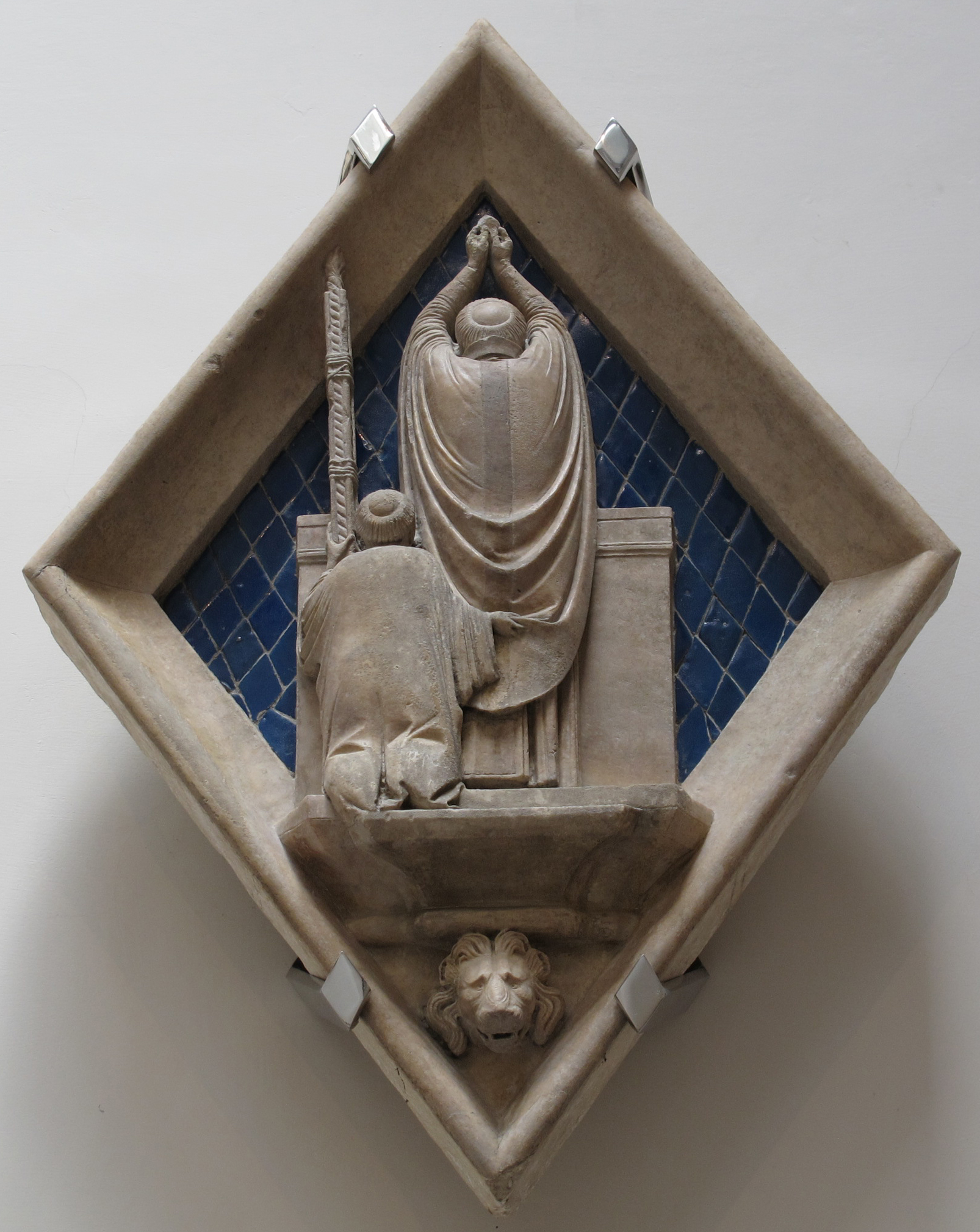
Sacramento della Messa dal Campanile di Giotto

Per la scultura Longhi fa una trattazione più breve, legata a quanto detto sulla pittura. Innanzitutto ribadisce la valenza del colore, anche per la scultura. Esso non ha la funzione di contraffare la realtà, ma di accentuare con la stesura di pochi toni il valore della masse scultoree. Altrimenti si deve comunque tenere in considerazione il materiale della scultura che crea "il tessuto anatomico sostanziale". 
Un anello di congiunzione tra pittura e scultura è il bassorilievo. Nei bassorilievi ci possono essere i valori linearistici della linea funzionale o floreale. Esempio di linea funzionale è l'altare del Santo di Padova scolpito da Donatello; esempio di linea floreale sono i rilievi del tempio Malatestiano e dell'oratorio di San Bernardino a Perugia di Agostino di Duccio. 
Nell'altorilievo emerge più una dimensione plastica o architettonica (quest'ultima assimilabile allo stile prospettivo in pittura). Per il primo caso porta come esempio la Battaglia dei Centauri di Michelangelo, per il secondo la losanga del Sacramento della Messa dal Campanile di Giotto. 
Nella scultorea a tutto tondo la linea si può percepire solo davanti a uno sfondo neutro, che possa evidenziare un profilo elegante e vibratile. La tendenza plastica è ovviamente più rilevante che in pittura e crea effetti di fisicità suprema, come nelle opere di Donatello o di Michelangelo, che può anche portare a un quasi-realismo. Un'impostazione più statica che invece squadra il soggetto in piani scultorei impersonali e ben definiti si definisce invece "architettonica".  Ciò si percepisce nelle opere dove ancora si avverte la traccia della forma del blocco di pietra dal quale sono state cavate, come nei non-finiti di Michelangelo o nello Schiavo morente del Louvre, o nelle opere di scultura egizia, in quelle di Arnolfo di Cambio, Antonio Rizzo, Francesco Laurana.

#### Architettura
Come per la scultura, Longhi indicava come di maggior valore le forme più semplici, statiche e regolari. Per l'architettura egli suggerisce di astrarre nella mente l'idea dell'edificio, senza soffermarsi troppo nelle molteplici percezioni possibili. Come tendenze essenziali indica quella statica (o di volume) e quella dinamica (plastica e lineare), che a volte si compenetrano. Nel primo caso domina una sensazione di massa e di peso, con forme regolari (come le Piramidi) e con la sensazione di ciascun blocco che regge quello superiore (sistema trilitico). 
Nel caso dell'architettura "dinamica" invece si ha la sensazione che l'equilibrio sia dato da tutti gli elementi che si sorreggono a vicenda, con un generale senso di spazialità e di vuoto.

## Edizioni
- in  Scritti giovanili 1912-1922, Collezione Opere di Roberto Longhi, Firenze, Sansoni, 1961.
- Breve ma veridica storia della pittura italiana, premessa di Anna Banti, Firenze, Sansoni, 1980.
- Breve ma veridica storia della pittura italiana, introduzione di Cesare Garboli, Collana Universale, Firenze, Sansoni, 1988-1992, ISBN 978-88-383-0074-5. - Collana SuperSaggi, BUR, Milano, 1994, ISBN 978-88-171-1627-5; Collezione Aesthetica n.3 Abscondita, Milano, 2013-2018.